# Tangsudo
Tangsoodo (Hangul: 당수도) é uma arte marcial coreana criada por Hwang Kee na década de 1930 com raízes em várias artes marciais, incluindo o karate Shotokan, Taekkyeon, Subak, e o kung fu chinês. É focada na disciplina e prática de padrões e sequências de auto-defesa.

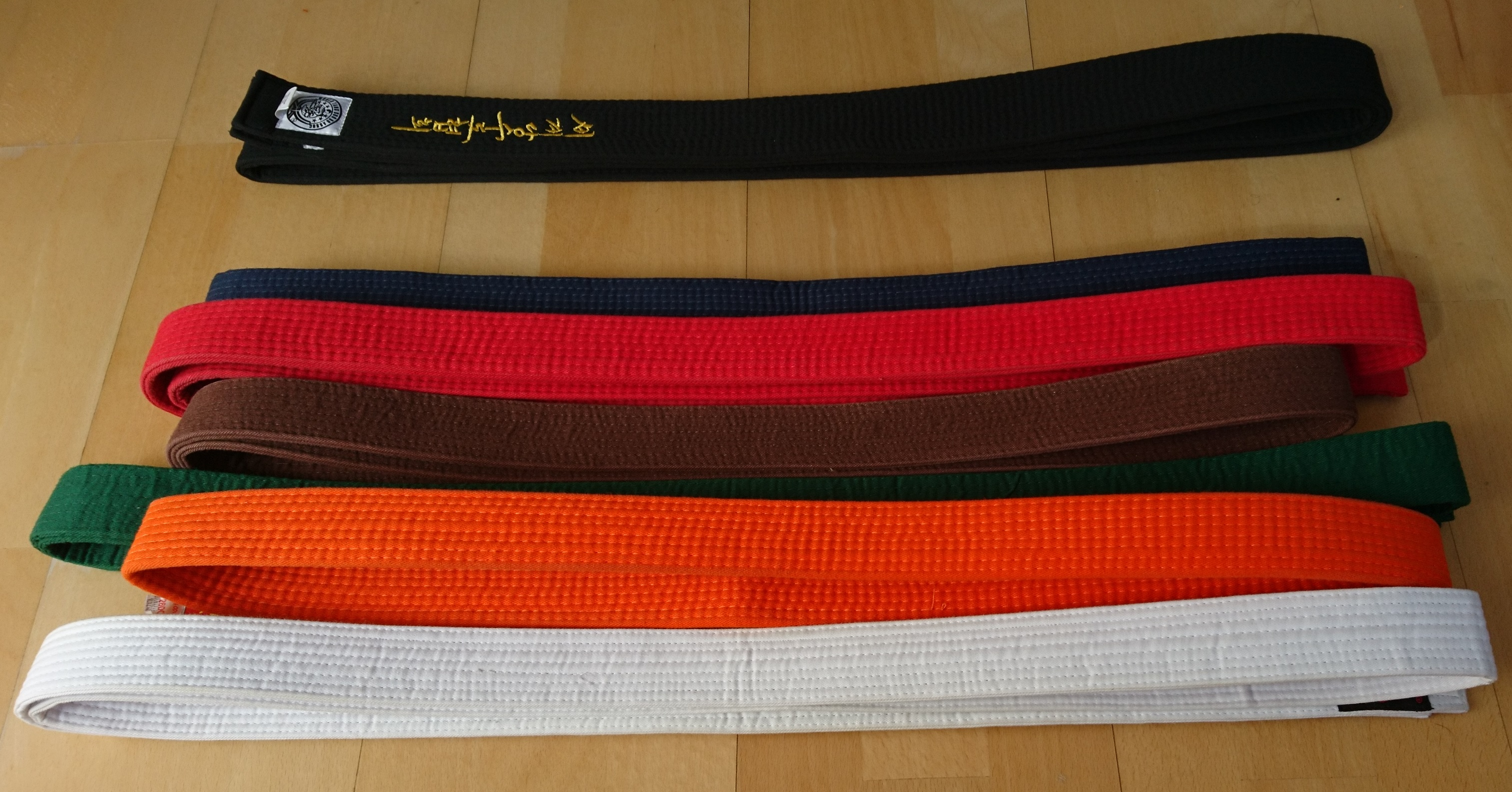
cintos de Tang Soo Do.

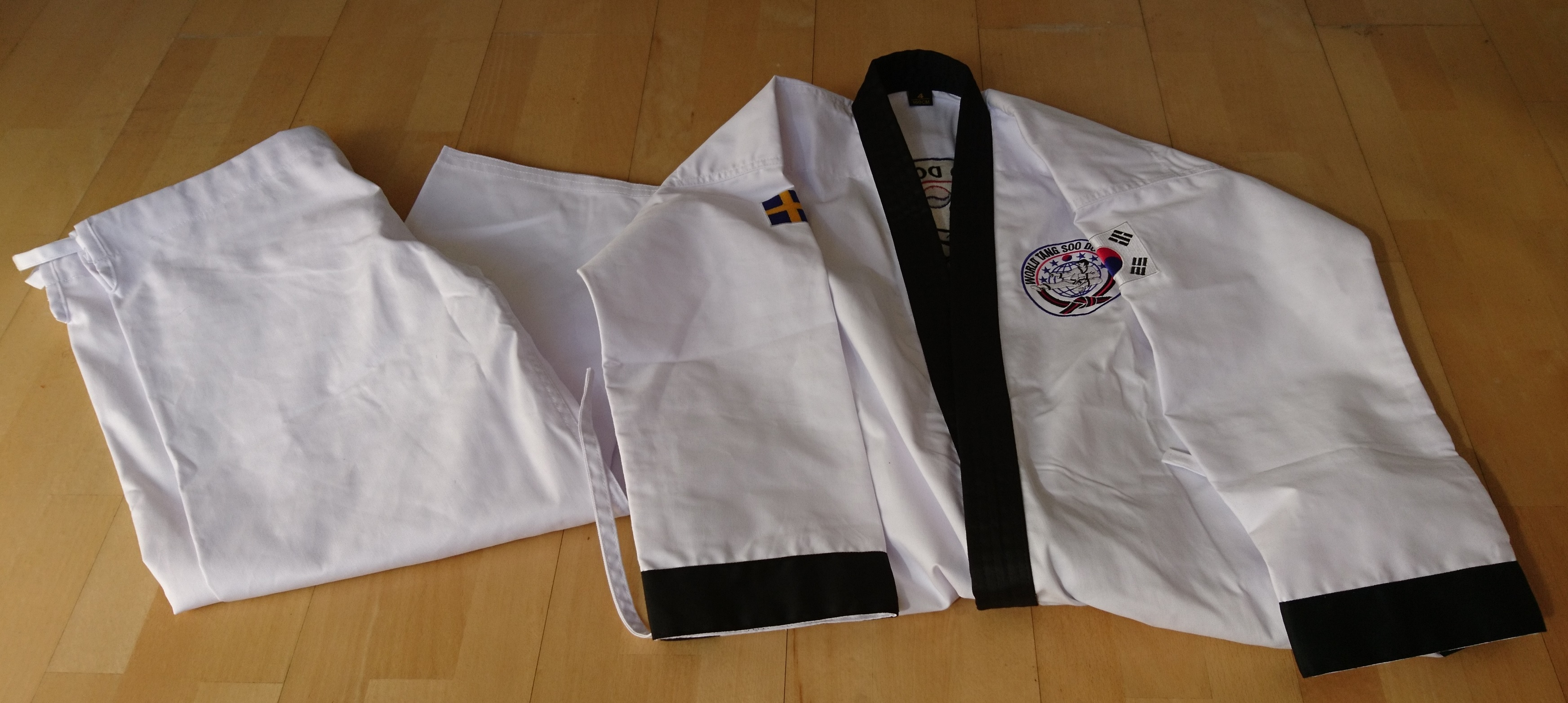
Dobok (roupa) de Tang Soo Do.

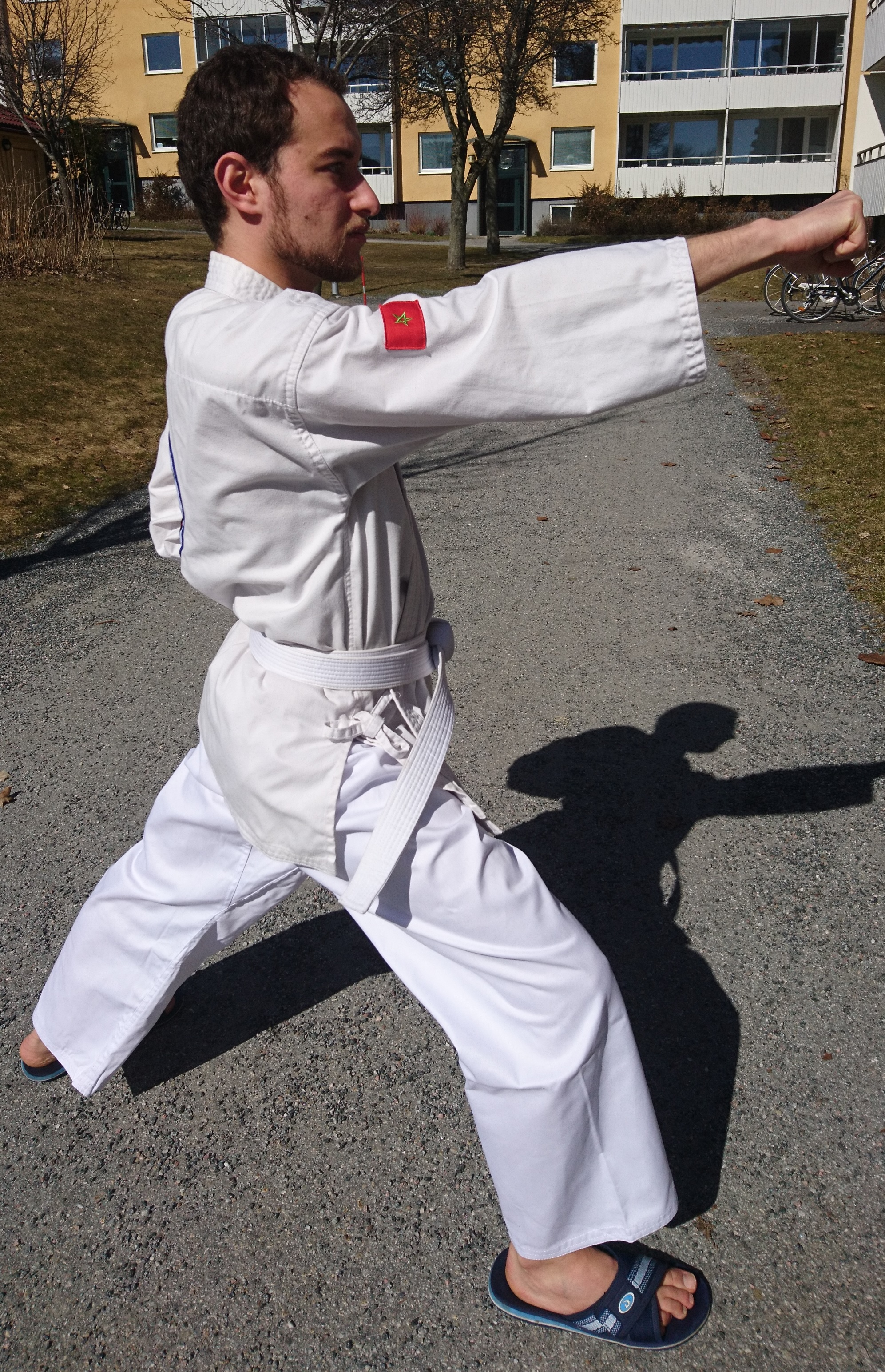
técnica básica de Tang Soo Do